# كراتيفة بسيطة الأوراق
كراتيفة بسيطة الأوراق (الاسم العلمي:Crateva simplicifolia) هي نوع من النباتات تتبع جنس الكراتيفة من الفصيلة القبارية.